# Петър Топалович
Петър Топалович (на сръбски: Петар Топаловић) е сръбски офицер, заемал висши командни и военноадминистративни длъжности при управлението на Милан Обренович. По време на нашествието в България през 1885 година командва сръбските войски в боевете при Брезник, Гургулят и Пирот.

## Биография
Топалович постъпва отрано (през 1855 година) в Артилерийското училище в Белград. След завършването си през 1860 дълго време се обучава в Прусия (1861 – 1863) и във Франция (1864 – 1866). В по-късните си години преподава стратегия и военна история в Белградската военна академия.
Службата си в сръбската армия Топалович прекъсва през 1861 заради заминаването си в чужбина. След 1867 служи в постоянната армия, в министерството на войната. По-дълго (1868 – 1873) се задържа в щаба на Шабацкото военно окръжие. В навечерието на Сръбско-турската война (1876) е произведен в чин майор и е поставен начело на щаба на Тимошката дивизия. В края на юли е преместен при фактическия главнокомандващ генерал Черняев, а след два месеца е произведен в подполковник. До сключването на мира (март 1877) ръководи щабовете на различни армейски части. През втората война с турците (1877 – 1878) получава пряко командване – първо на Дунавската, а по-късно (22 декември) на Ибарската дивизия.
От 1878 Топалович служи в Главния генерален щаб, където се издига до полковник (1881) и началник на отдел – длъжност, която запазва (с прекъсвания) до 1884. В началото на Сръбско-българската война (1885) командва Моравската дивизия, с която постига успехи срещу отделни български отряди при Трън и при Брезник, но пристига на полесражението при Сливница със закъснение и пропуска възможността за обход на българските позиции в битката, която решава изхода от войната. Въпреки това след поражението крал Милан му поверява командването на Нишавската армия.
След войната постъпва в правителството на Милутин Гарашанин, първо като министър на строежите (март 1886 – януари 1887), а по-късно като министър на войната (до май 1887). Докато е начело на военното министерство, получава генералски чин.